# 소철 (식물)
소철(蘇鐵)은 소철속에 속하는 겉씨식물로, 학명은 Cycas revoluta Thunb.이다. 상록수로서, 높이는 1-4m 정도이며 지름은 20-30cm이다. 암수딴그루이고, 줄기는 굵고 검은 빛인데, 온통 비늘모양을 한 잎의 흔적으로 덮여 있다. 그 끝에는 크고 긴 것 모양의 겹잎이 군생하고 있다. 잎은 가늘고 길며, 진한 초록색으로 윤이 난다. 수분기는 6~8월로 줄기 끝의 잎 사이에서 구과가 피어난다. 수구과는 길쭉한 솔방울 모양의 소포자엽으로 길이 50-70cm, 폭 10cm 가량이며, 암구과는 손바닥 모양의 대포자엽으로 겹겹이 싸여 피어난다. 종자는 달걀 모양으로 바깥쪽은 적색, 안쪽은 흰색이고, 기름·당분 등을 포함하고 있다. 씨는 식용이나 약용으로 이용되며, 잎은 말려서 광주리 등을 만드는 데 이용한다.

## 형태
줄기 끝부분에서 잎이 돌려나듯 모여난다. 잎이 떨어져나간 자리가 비늘모양으로 남아 줄기를 이룬다. 잎은 길이 0.5 - 2 m 정도로 우상복엽이다.

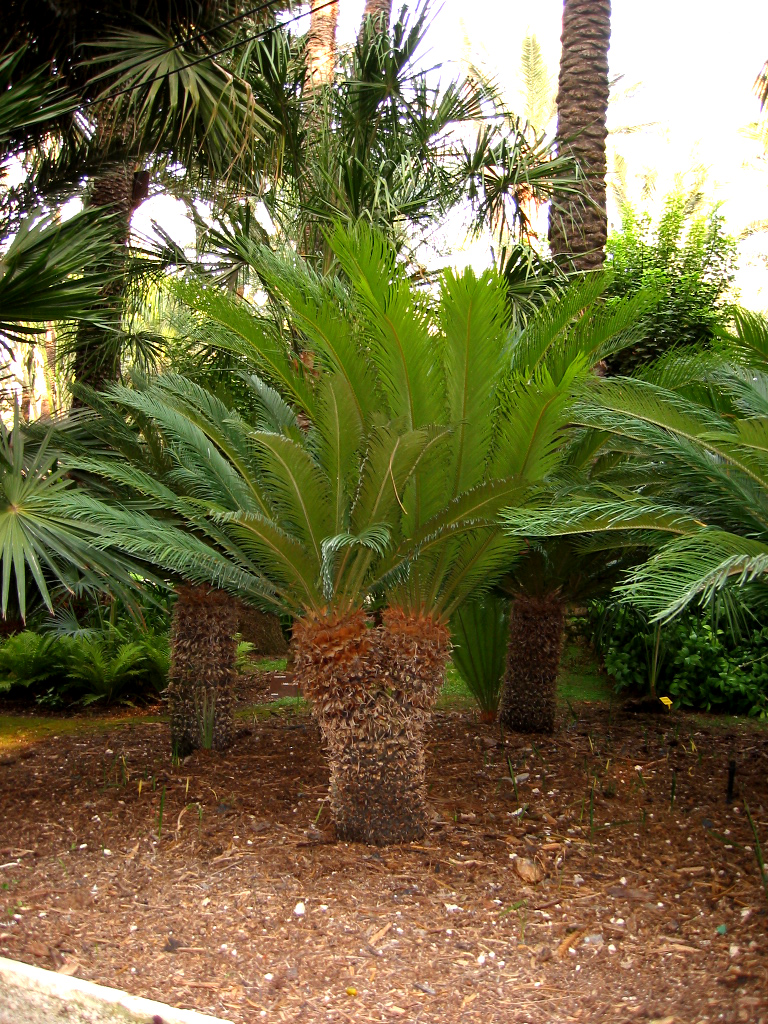
소철의 모양새
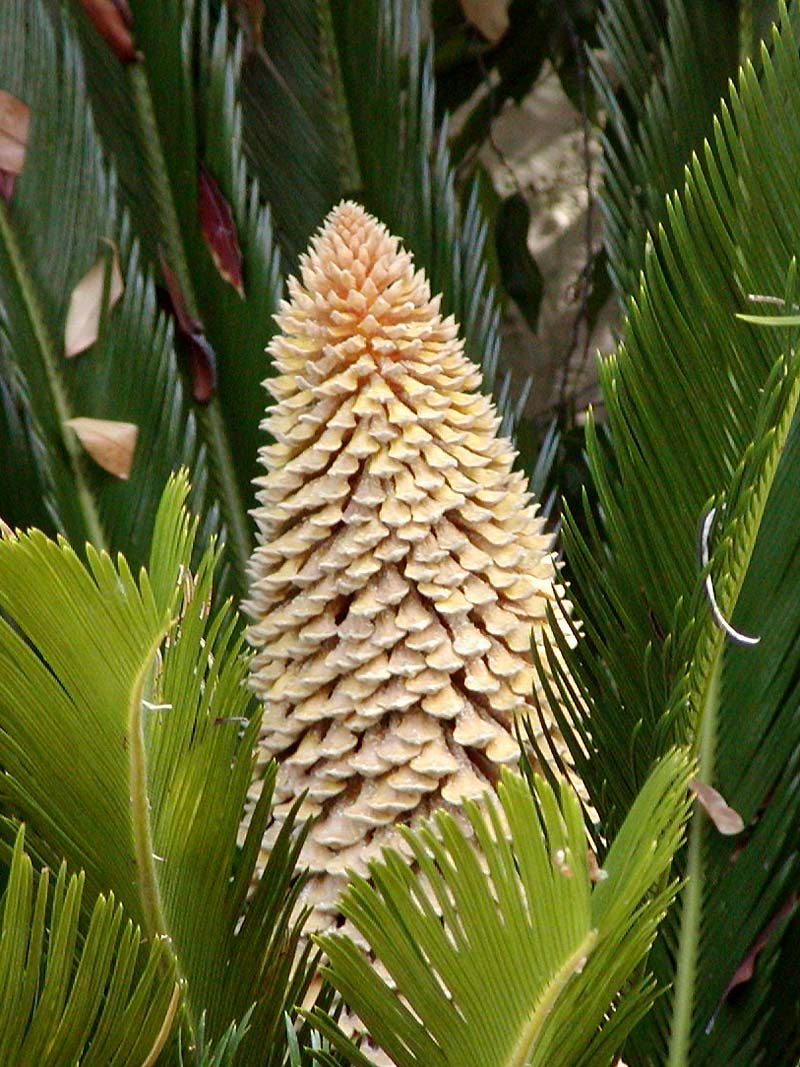
수그루의 수구화수. 여러 소포자엽이 빽빽하게 모여있다.
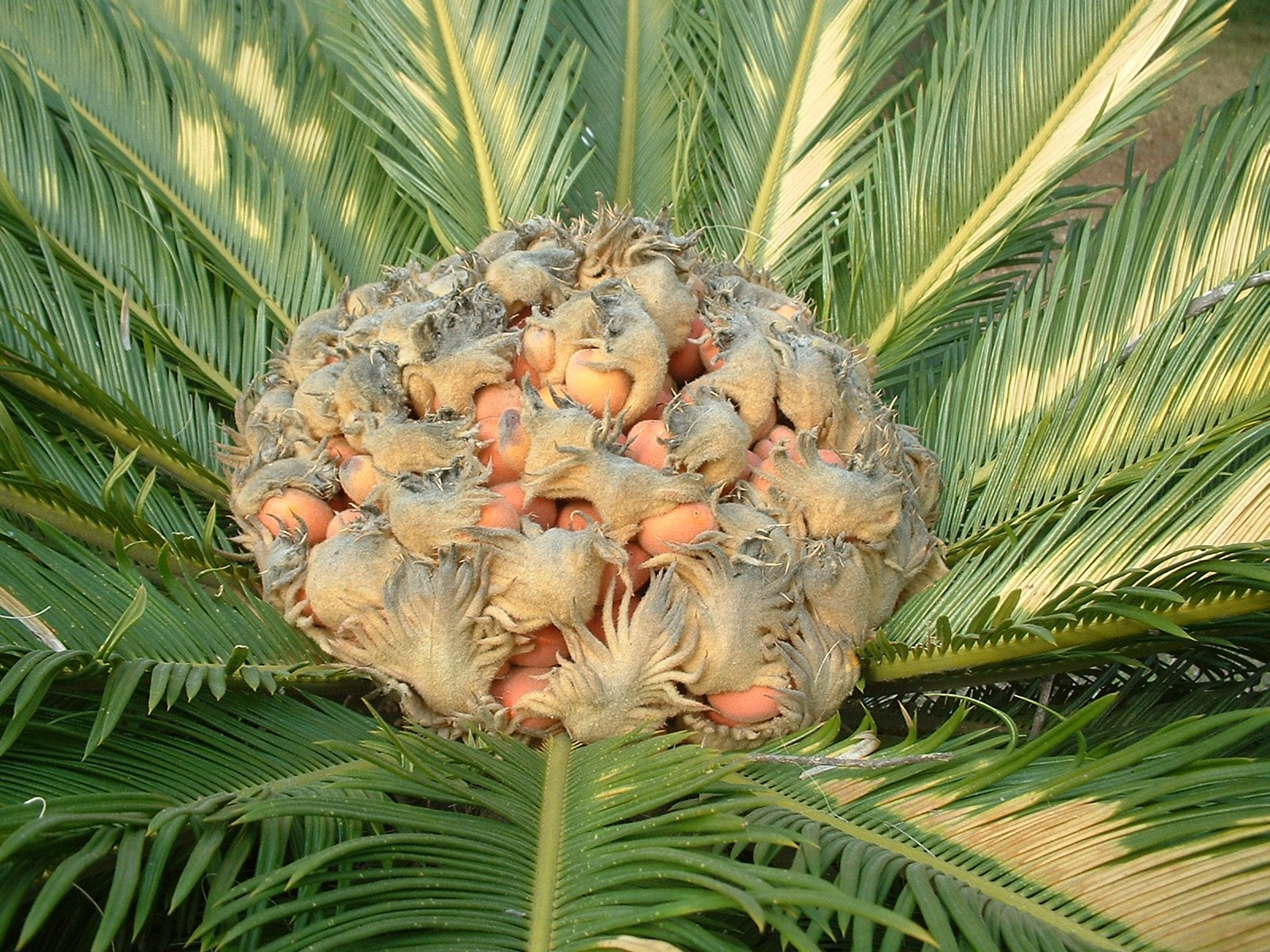
암그루의 대포자엽. 수분되면 열매가 자란다.
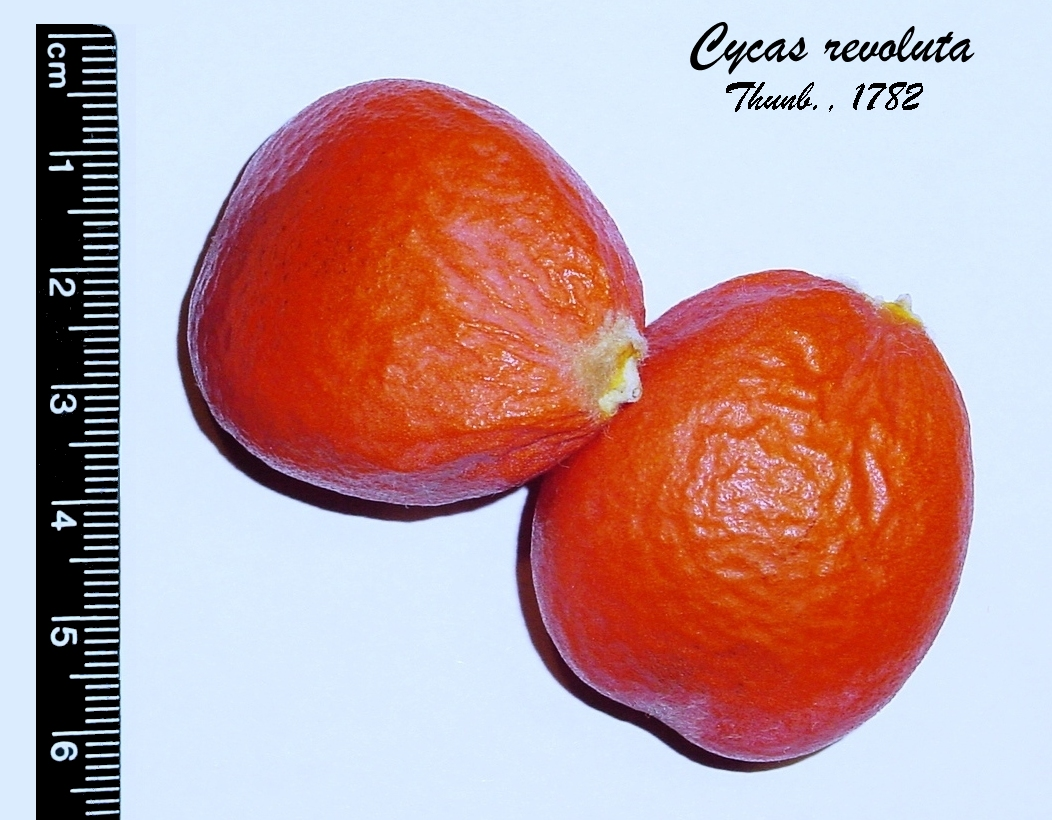
익은 소철 씨앗
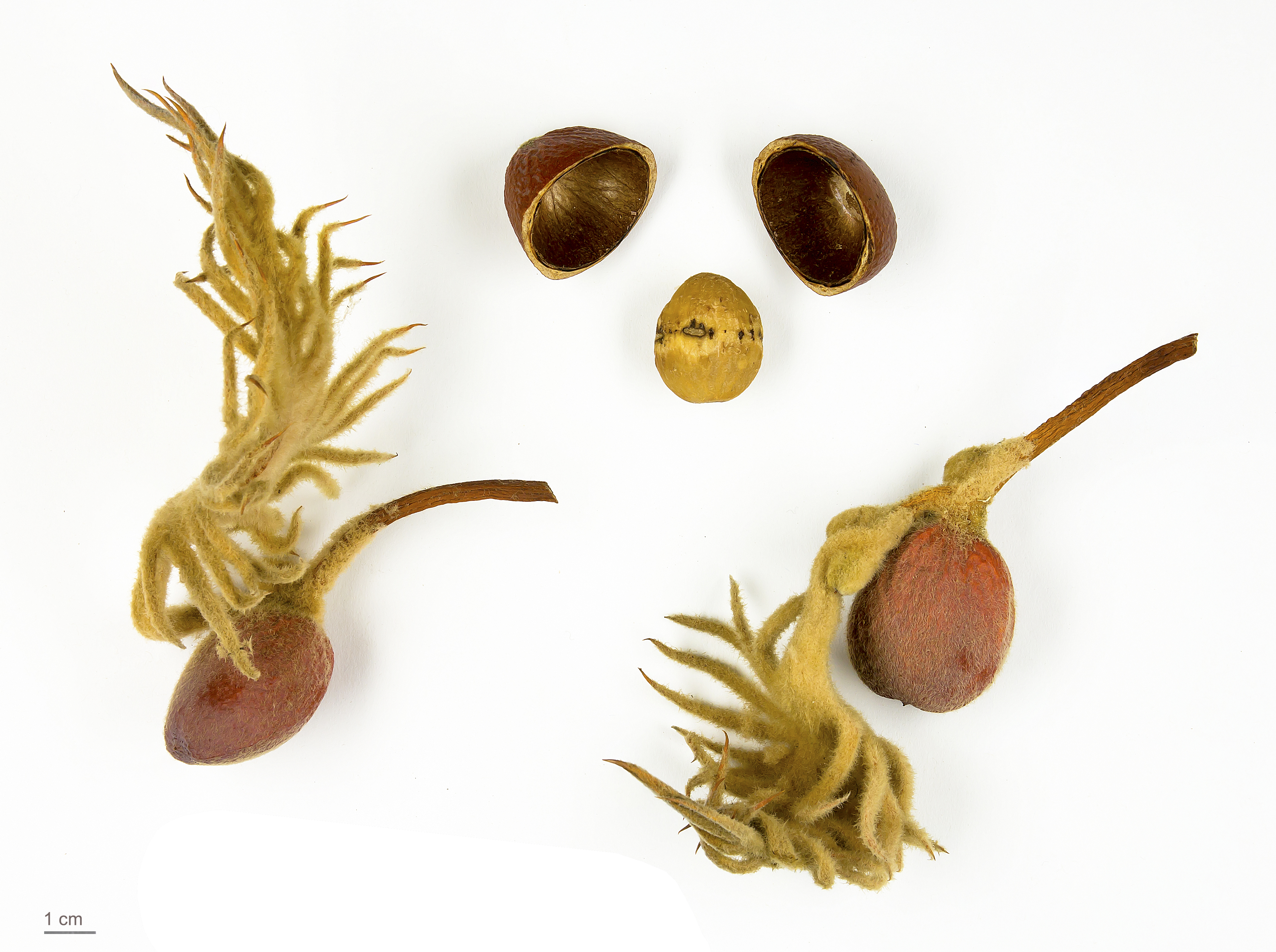
Cycas revoluta - Museum specimen

## 생식
소철은 암수 딴그루로 생식을 한다. 수나무는 소포자엽을 지녀 소나무의 수술과 같이 꽃가루를 만들고 암나무는 대포자엽을 지녀 수분되면 열매가 자란다. 주로 바람에 날려 수분되기 때문에 한꺼번에 많은 꽃가루를 일시에 날려보낸다. 수분된 대포자엽은 열매가 자란다. 6월에서 8월에 걸쳐 수분하고 열매는 길이 4 cm 정도로 끝이 뾰족한 달걀모양인데 11월 - 12월에 붉게 익는다.

## 진화
소철은 페름기에서 트라이아스기에 크게 번성하였다. 트라이아스기는 때로 소철의 시대라 불리기도 한다. 암수 딴그루인 소철의 정자는 편모를 가지고 있지만 실재로는 바람이나 곤충에 의해 수분되기 때문에 수정에 물이 필요하지는 않다. 따라서 이러한 편모성 정자는 흔적기관이다. 나자식물의 편모가 달린 정자는 1896년 일본인 학자가 은행나무의 정자를 관찰하여 처음 확인하였고, 이후 소철의 정자를 관찰하여 많은 편모가 달려 움직이는 것을 확인하였다.

## 독성
소철의 잎과 줄기엔 강한 독성이 있어 식용하면 안된다. 소철의 독성은 사이카신(cycasin)에 의한 것이다. 사이카신은 암을 유발하고 신경계 마비 질환을 일으키는 것으로 알려져 있다.

## 분포
중국 동남부 푸젠성, 일본 규슈 남부, 오키나와, 타이완 등지에 자생지가 있다. 대한민국에서는 제주도와 남부지역에 조경수로 외부 식재하였다.